# Pagaronia kawasei
Pagaronia kawasei är en insektsart som beskrevs av Toyohi Okada 1978. Pagaronia kawasei ingår i släktet Pagaronia och familjen dvärgstritar. Inga underarter finns listade i Catalogue of Life.